# Midway (hrabstwo Baxter)
Midway – jednostka osadnicza w Stanach Zjednoczonych, w stanie Arkansas, w hrabstwie Baxter.